# 칼의 고백
《칼의 고백》(영어: Cal)은 아일랜드, 영국, 미국에서 제작된 팻 오코너 감독의 1984년 드라마 영화이다. 헬렌 미렌 등이 출연하였고, 데이비드 퍼트넘 등이 제작에 참여하였다.

## 출연
- 헬렌 미렌
- 존 린치
- 도널 매캔
- 레이 매커낼리
- 존 캐버나

## 기타 제작진
- 배역: 패치 폴록
- 미술: 스튜어트 크레이그
- 세트: 조시 매캐빈
- 의상: 페니 로즈
- 제작 관리: 도미닉 풀퍼드
- 조감독: 크리스 톰프슨

## 같이 보기
- Cal (사운드트랙)